# HC Vita Hästen
Der HC Vita Hästen (deutsch Hockey-Club Weißes Pferd) ist ein 1967 gegründeter schwedischer Eishockeyklub aus Norrköping. Die erste Mannschaft spielt seit 2023 in der fünftklassigen schwedischen Division 3 (Hockeytrean).

## Geschichte
Der IK Vita Hästen entstand 1967 aus der Fusion der Eishockeyabteilungen des IFK Norrköping und des IK Sleipner und spielte zunächst offiziell als IF IFK/IKS, wurde aber meist nur als Norrköping bezeichnet. 1973 folgte die Umbenennung in IK Vita Hästen und 1996 die Insolvenz des Clubs. Die Herrenmannschaft des Klubs spielte in den 1970er bis 1990er Jahren regelmäßig in der damals noch zweitklassigen Division 1.
Als Nachfolgeverein wurde 1996 NSH-96 gegründet, der sich nach kurzer Zeit in Hästen Hockey umbenannte und seit 2007 als HC Vita Hästen antritt.
Ab der Jahrtausendwende trat die Mannschaft regelmäßig in der mittlerweile drittklassigen Division 1 an. Dort erreichte der HC Vita Hästen in der Saison 2010/11 und in der Saison 2012/13 jeweils die Aufstiegsrelegation zur HockeyAllsvenskan, verpasste aber jeweils den Aufstieg. 2014 gelang schließlich der Aufstieg in die HockeyAllsvenskan. In der Saison 2014/15 verpasste Vita Hästen erst in der Relegation den direkten Durchmarsch in die Svenska Hockeyligan.
2023 ging der Club in die Insolvenz und die Mannschaft wurde in die fünftklassige Division 3 (Hockeytrean) zurückgezogen.

## Bekannte ehemalige Spieler
- Greger Artursson
- Jimmie Ericsson
- Jonathan Ericsson
- Glen Gulutzan
- Kari Heikkilä
- Henric Höglund
- Risto Jalo
- Daniel Rydmark
- Jesper Samuelsson